# Kirkaldy Spur
Der Kirkaldy Spur ist ein Felssporn im ostantarktischen Viktorialand. Am nördlichen Ende des Shipton Ridge in den Allan Hills ragt er nördlich des Coxcomb Peak auf.
Erkundet wurde der Felssporn 1964 von einer Mannschaft, die im Rahmen des New Zealand Antarctic Research Program in den Allan Hills tätig war. Diese benannte ihn nach dem britischen Geologen John Francis Kirkaldy (1908–1990) von der Queen Mary University of London.